# Vassili Tsibliev
Vassili Vassilievitch Tsibliev (en russe : Василий Васильевич Циблиев) est un cosmonaute russe, né le 20 février 1954 dans le village d'Orekhovka, en RSS d'Ukraine (Union soviétique).

## Biographie
Choisi en tant que cosmonaute le 26 mars 1987, il a pris sa retraite le 19 juin 1998.

## Vols réalisés
Vassili Tsibliev a volé comme commandant sur Soyouz TM-17 du 1er juillet 1993 au 14 janvier 1994, participant à la mission Mir EO-14, et Soyouz TM-25 du 2 février 1997 au 14 août de la même année, participant à la mission Mir EO-23.